# Enzo Sacchi
Enzo Sacchi (* 6. Januar 1926 in Florenz; † 12. Juli 1988 ebenda) war ein italienischer Radrennfahrer. Sacchi war vorwiegend Bahnradsportler und in der Disziplin Bahnsprint erfolgreich.

## Leben
Sacchi betrat die internationale Bühne 1950 mit einem dritten Platz beim Sprint-Grand Prix de Paris. Im darauf folgenden Jahr gewann er die Sprint-Grand Prix de Paris und Kopenhagen und wurde Amateurweltmeister im Bahnsprint. Sacchi verteidigte seinen Weltmeisterschaftstitel im folgenden Jahr und wurde bei den Olympischen Spielen 1952 der Favoritenrolle gerecht, im Finale des Bahnsprints schlug er den Australier Lionel Cox. Von 1949 bis 1952 gewann er die nationale Meisterschaft im Sprint der Amateure.
Sacchi wechselte dann zu den Profis, wo er ebenfalls erfolgreich war. Bei der Bahnrad-Weltmeisterschaft 1953 unterlag er im Finale dem Olympiasieger im 1000-m-Zeitfahren von 1936, dem Niederländer Arie van Vliet, 1954 war Sacchi Dritter der Weltmeisterschaften, 1955 Vierter, 1958 nochmals Zweiter. Den Grand Prix Turin, einen der ältesten Wettbewerbe im Bahnradsport, gewann er 1953 und 1958. 1954 und 1959 gewann er nochmals den Sprint-GP von Paris. Sacchi, der auch als Sechstagefahrer (2 Siege) und in Straßenrennen antrat, beendete seine Karriere 1966.
Die Radrennbahn seiner Heimatstadt Florenz ist nach Sacchi benannt.